# Malå (comuna)
Malå (em sueco: Malå kommun;  PRONÚNCIA) é uma comuna da Suécia localizada no condado de Västerbotten. Sua capital é a cidade de Malå. Possui 1 598 quilômetros quadrados e segundo censo de 2022, havia 3 033 habitantes.
A economia da comuna está atualmente baseada nas indústrias da madeira e da metalomecânica, depois da exploração mineira ter acabado. 
É desde 2010 uma ”zona administrativa de língua lapónica” (Förvaltningsområdet för samiska språket), onde existem direitos linguísticos reforçados para a minoria étnica dos lapões. 